# Gare de l'Ariane - La Trinité
La gare de l'Ariane - La Trinité est une gare ferroviaire française de la ligne de Nice à Breil-sur-Roya, située sur le territoire de la commune de La Trinité, à proximité du quartier de l'Ariane à Nice, dans le département des Alpes-Maritimes, en région Provence-Alpes-Côte d'Azur.
C'est une halte voyageurs de la Société nationale des chemins de fer français (SNCF), desservie par des trains TER Provence-Alpes-Côte d'Azur. Elle fut mise en service entre 1978 et 1982, initialement et brièvement sous le nom de L'Ariane.

## Situation ferroviaire
Établie à 58 mètres d'altitude, la gare de l'Ariane - La Trinité est située au point kilométrique (PK) 5,622 de la ligne de Nice à Breil-sur-Roya, entre les gares de Nice-Pont-Michel et de La Trinité-Victor.

## Fréquentation
De 2015 à 2023, selon les estimations de la SNCF, la fréquentation annuelle de la gare s'élève aux nombres indiqués dans le tableau ci-dessous.
| Année     | 2015   | 2016   | 2017   | 2018   | 2019   | 2020   | 2021   | 2022   | 2023   |
| --------- | ------ | ------ | ------ | ------ | ------ | ------ | ------ | ------ | ------ |
| Voyageurs | 14 802 | 17 609 | 23 129 | 23 898 | 31 204 | 15 559 | 23 030 | 31 761 | 33 081 |

## Service des voyageurs

### Accueil
Halte SNCF, c'est un point d'arrêt non géré (PANG) à entrée libre.

### Desserte
L'Ariane - La Trinité est desservie par des trains TER PACA qui effectuent des missions entre les gares de Nice-Ville et celle de Breil-sur-Roya.

### Intermodalité
Un parc pour les vélos et un parking pour les véhicules y sont aménagés.